# Amphiascoides walteri
Amphiascoides walteri is een eenoogkreeftjessoort uit de familie van de Miraciidae. De wetenschappelijke naam van de soort is voor het eerst geldig gepubliceerd in 2003 door Suarez-Morales.